# Tropodiaptomus borutzkyi
Tropodiaptomus borutzkyi is een eenoogkreeftjessoort uit de familie van de Diaptomidae. De wetenschappelijke naam van de soort is voor het eerst geldig gepubliceerd in 1991 door Stepanova.